# Vijeće za obranu Republike Hrvatske
Vijeće za obranu je oblik koordinacije tijela državne vlasti RH za usklađivanje stavova i donošenje zaključaka i preporuka iz područja obrane. Ovakva koordinacija je potrebna jer je po ustavu, kao ostatak nekadašnjeg polupredsjedničkog sustava za vrijeme predsjednika Tuđmana (1990. – 1999.), predsjednik RH vrhovni zapovjednik Oružanih snaga, iako je stvarna kontrola i operativa u rukama Vlade RH (Ministarstva obrane).
Vijeće za obranu razmatra temeljne i strateške dokumente iz područja obrane te strateška pitanja vezana uz razvoj, opremanje i modernizaciju Oružanih snaga te, između ostalog, daje preporuke nadležnim državnim tijelima glede njihovih prijedloga o načinima rješavanja najsloženijih pitanja iz područja obrane. Sjednice sazivaju zajednički predsjednik države i premijer.
Vijeće postoji od 2007., kao nasljednik Vijeća za obranu i nacionalnu sigurnost (VONS), koje je postojalo 1991. – 2002. Za mandata predsjednika Mesića (2000. – 2009.) održane su četiri sjednice, pod predsjednikom Josipovićem (2009. – 2014.) tri, te za mandata predsjednice Grabar-Kitarović jedna.

## Članovi
Članovi Vijeća za obranu su:
- Predsjednik Republike
- predsjednik Hrvatskoga sabora
- predsjednik Vlade
- ministar nadležan za poslove obrane
- ministar nadležan za vanjske poslove
- ministar nadležan za financije
- načelnik Glavnog stožera Oružanih snaga
- predsjednik Odbora za obranu Hrvatskoga sabora
- savjetnik Predsjednika Republike nadležan za poslove obrane.